# Manfred Aron
Manfred Robert Erwin Aron (geboren 28. August 1884 in Berlin; gestorben 15. März 1967 in New York City, New York) war ein deutsch-amerikanischer Industrieller.

## Leben
Der der jüdischen Glaubensgemeinschaft angehörende Manfred Aron, Sohn des Elektrotechnikers und Unternehmers Hermann Aron und dessen Ehefrau Betty geb. Landsberger, wandte sich nach dem Abitur dem Studium der Physik an der Friedrich-Wilhelms-Universität zu Berlin zu. Nachdem er dieses nach einigen Semestern abgebrochen hatte, absolvierte er eine praktisch-kaufmännische Ausbildung in einer Automobil- und Motorradfabrik.
25-jährig erhielt Manfred Aron von seinem Vater die Leitung der Aron-Werke übertragen. Dort wurden unter anderem Elektrizitätszähler, elektrische Uhren und Radios der Marke „Nora“ gefertigt. Aron, Mitglied des jüdischen Hilfsvereins in Berlin, Gesellschaft der Freunde, hatte darüber hinaus zahlreiche Aufsichtsratsitze inne.
Der nach der Machtübernahme der Nationalsozialisten zunächst unter Druck gesetzte, später von der Geheimen Staatspolizei mehrmals verhaftete Manfred Aron, Mehrheitsanteilseigner der 1933 in Heliowatt umbenannten Aron-Werke, stimmte aufgrund dieser Repressalien 1935 dem Verkauf seines Anteils an die Deutsche Bank zu. Diese verkaufte dann weiter an den Siemens-Konzern. Im Jahre 1941 ausgebürgert, emigrierte Aron in die Vereinigten Staaten und ließ sich in New York nieder. 
Manfred Aron war in erster Ehe mit Martha geb. Grube, in zweiter Ehe mit Sibylle geb. Buss verheiratet. Aus der ersten Ehe entstammte die Tochter Anita, aus der zweiten die Tochter Brigitte. Manfred Aron verstarb 1967 im Alter von 82 Jahren.